# Henri Dominique Lacordaire
Henri Lacordaire, de seu nome completo Jean-Baptiste-Henri Dominique Lacordaire, foi um religioso dominicano, nascido a 2 de maio de 1802 em Recey-sur-Ource (Côte-d'Or, Borgonha), e falecido a 21 de novembro de 1861 em Sorèze (Tarn). Foi padre, jornalista, educador, deputado e acadêmico, sendo considerado como um precursor do catolicismo moderno e restaurador em França da Ordem dos Pregadores.

## Lacordaire e a Ordem dos Pregadores
A Ordem dos Pregadores (ou Dominicanos), nasceu em 1215, fundada por Domingos de Gusmão, e foi suprimida em França em 1790 na sequência da Revolução Francesa.
O interesse de Lacordaire por esta ordem religiosa explica-se pela própria missão e carisma da Ordem que era o de pregar e ensinar, bem como pelas regras de funcionamento, pois toda autoridade interna dos dominicanos se baseiam em estruturas democraticamente eleitas e com mandatos previamente limitados.
Foi a partir de 1836 que Lacordaire assume o projeto de restabelecer a Ordem na França. Com esse objetivo utilizara uma estratégia que se poderia qualificar de "moderna", na medida em que se baseava sobretudo no apoio da opinião pública, bem como na defesa dos direitos do homem e da liberdade de associação.
Esta restauração dominicana passará pela fundação de vários conventos: 
- Nancy, em 1843;
- Chalais (Isère), em 1844;
- Flavigny (Côte-d'Or), em 1848;
- Paris, em 1849.

Lacordaire exercerá igualmente uma forte influência em Jean-Charles Prince e Joseph-Sabin Raymond, dois religiosos canadianos que estarão na origem da chegado dos dominicanos ao Canadá, bem como sobre importantes figuras como Antônio Frederico Ozanam, fundador das Conferências de São Vicente de Paulo.
Tendo sido eleito em 1830 para o parlamento francês, proferiu diversos discursos inflamados em defesa da liberdade de expressão e de associação, sempre vestido de frade dominicano, o que provocou fortes reações junto dos seus adversários. Foi também um prolífico escritor e conferencista, destacando-se as suas prédicas na Catedral de Notre-Dame de Paris, bem como o seu livro História de São Domingos traduzido em várias línguas, que causou um profundo impacto, levando outras regiões da Europa a encetar movimentos de restauração da Ordem Dominicana onde tinha sido extinta.
Escolhido para a Academia Francesa, ali apenas proferiu o seu discurso de aceitação, falecendo pouco depois.

## Elementos biográficos

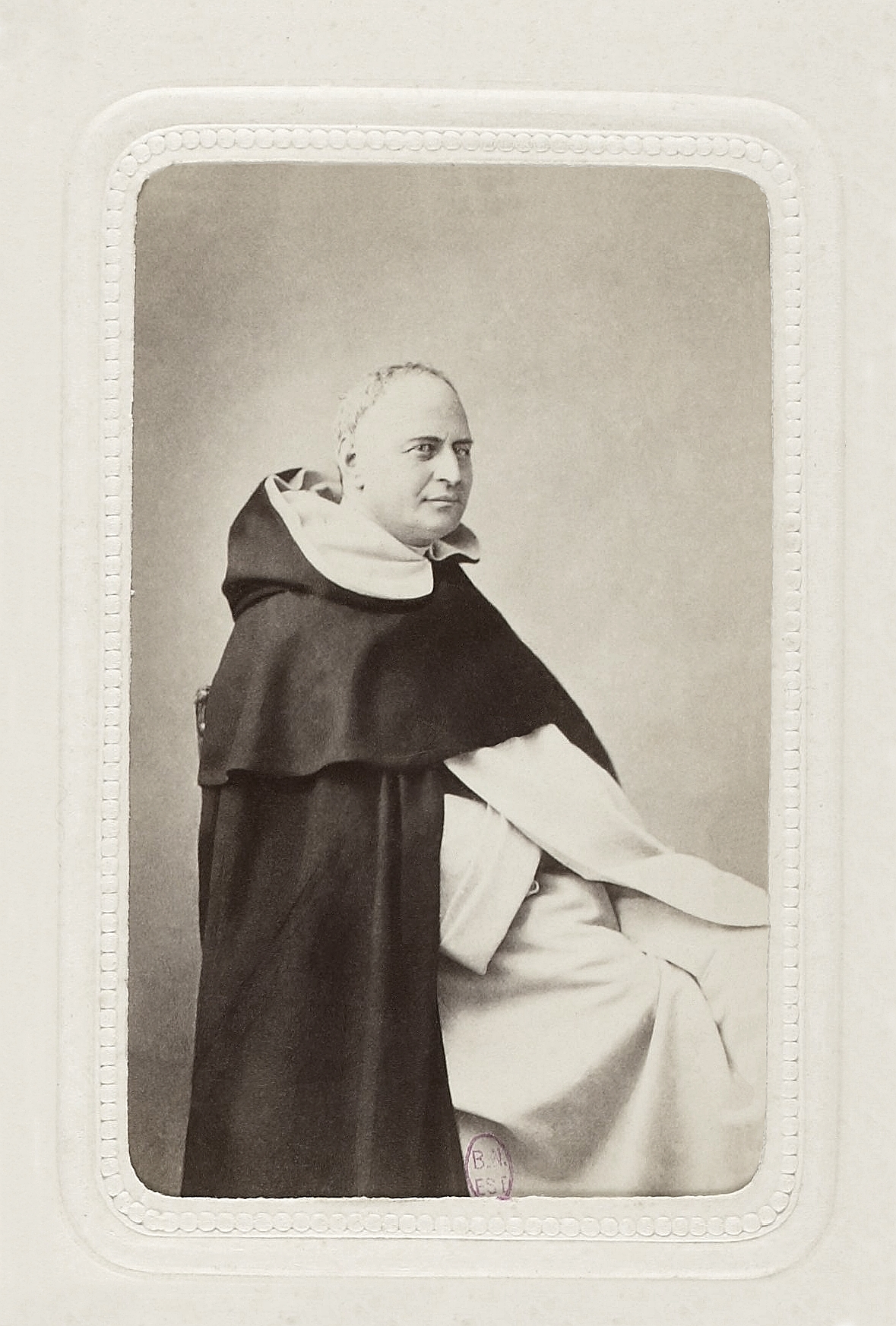
Lacordaire, ca.1855

- 1802: nasceu a 2 de maio 1802 em Recey-sur-Ource, sendo o seu pai um antigo médico da marinha. Estudou no liceu e posteriormente na escola de direito de Dijon.
- 1823: advogado estagiário em Paris.
- 1824: entrada no seminário de Issy
- 1827:  a 22 de setembro, Lacordaire é ordenado padre. Nomeado Capelão da Visitação em fevereiro 1828.
- 1829:  professor no liceu Henri-IV em Paris
- 1830: Lacordaire colabora no jornal diário católico L'Avenir, com Félicité Robert de Lamennais e o conde Charles de Montalembert. O jornal defende a liberdade religiosa e a liberdade de ensino e toma uma posição em defesa da separação da Igreja e do Estado. Estas posições serão condenadas pelo papa Gregório XVI na sua encíclica Mirari vos de 15 de agosto de 1832.
- 1834: Lacordaire profere várias conferências aos seus alunos do colégio Stanislas.
- 1835-1936:  Monseigneur de Quelen, arcebispo de Paris, encarrega-o de prosseguir as conferências em Notre-Dame, as quais têm um enorme sucesso. Lacordaire retira-se posteriormente para Roma.
- 1839: Publicação do livro Memória para o restabelecimento em França da Ordem dos Pregadores. Lacordaire inicia o noviciado junto dos dominicanos em Roma.
- 1843: Lacordaire funda em Nancy o primeiro convento da restauração da Ordem em França. Reencontra Joseph-Sabin Raymond, que estará na origem da implementação da Ordem no Canadá.
- 1848: Lacordaire lança um novo jornal, L'Ère nouvelle, e é eleito deputado da ala esquerda da Assembleia Constituinte pelos eleitores de Marselha. Demite-se três meses depois - a 17 de maio de 1848 - a seguir ao motins operários. Deixa a direcção do L'Ère nouvelle em Setembro.

- 1851: Na sequência do golpe de Estado de 2 de dezembro de 1851, Lacordaire retira-se das suas atividades públicas para se consagrar por inteiro à educação da juventude: na sua sequência, aceita em julho de 1852 a direção de um colégio em Oullins, perto de Lyon, e depois em Sorèze, em 1854.

- 1860: a 2 de fevereiro, Lacordaire é eleito com 21 votos membro da Academia Francesa, substituindo o conde Alexis de Tocqueville, de quem pronuncia o elogio.

- 1861: O Padre Lacordaire morre a 21 de novembro em Sorèze, sendo sepultado na igreja local.